# Falcata

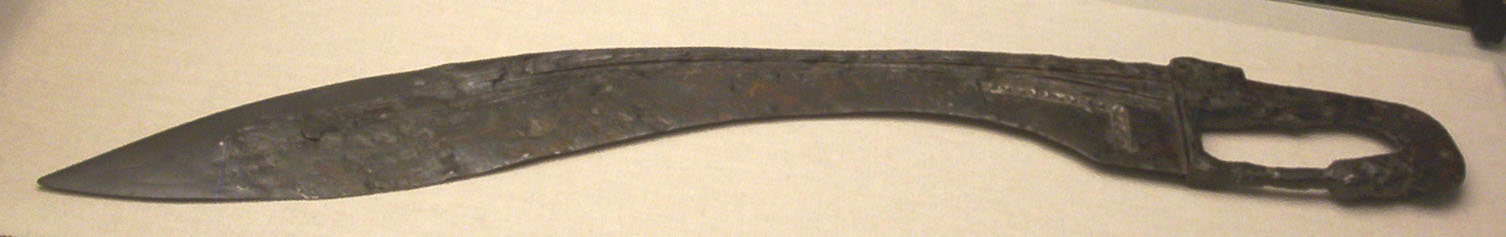
Falcata do século IV a.C. (Museu Arqueológico de Espanha, Madrid).

A falcata é uma espada céltica usada na Hispânia pré-romana (a Península Ibérica), é similar à espada grega cópis e à nepalesa kukri.

## Nome
O termo falcata não é antigo. O nome aparenta ter sido usado pela primeira vez por Fernando Fulgosio em 1872, no modelo da expressão latina ensis falcatus (espada em forma de foice). Fulgosio usou o nome "falcata" ao contrário de falcatus devido ao facto de a palavra em espanhol para espada ser feminina. O nome se expandiu rapidamente, sendo hoje um termo comum na literatura escolar.

## Formato
A falcata tem uma lâmina afiada que se curva para a frente em direção á ponta da própria arma. O gume é côncavo na parte mais baixa da espada, porém convexo no topo. Esta estrutura e consequente distribuição do peso mais para a ponta da lâmina permitem à falcata distribuir golpes com a energia de um machado, mantendo, no entanto, o gume cortante característico de uma espada. O cabo assume uma forma semelhante a um gancho, tendo no punho a forma de um cavalo ou de um pássaro. A falcata possui uma corrente fina que liga a ponta do cabo à seção superior. Apesar da maioria das falcatas serem de um gume, falcatas de dois gumes já foram encontradas.

## Origem
As espadas no estilo da falcata foram derivadas de facas em forma de foice usadas na Idade do Ferro. Isto também explica os usos religiosos da arma. Acredita-se que a espada tenha sido introduzida na Península Ibérica pela primeira vez pelos celtas que espalharam a tecnologia do ferro pelo continente. Sua origem é apenas paralela à grega Cópis, e não um derivado desta arma.

## Qualidade e Manufatura
Os exércitos romanos da Segunda Guerra Púnica e mais tarde, durante a conquista da Hispânia, ficaram surpresos ao ver a qualidade destas armas, usadas por mercenários e guerreiros ibéricos. A qualidade geral da falcata vinha não só do seu formato, mas também da qualidade do ferro. O aço era enterrado no chão durante dois a três anos, corroendo assim as partes enfraquecidas do metal. O resto, assim provado ser de boa qualidade, era usado para fazer a própria espada. A falcata era feita de três lâminas deste aço. Devido à força desta arma, as legiões romanas reforçaram as bordas dos seus escudos, e as suas armaduras e armas de mão foram redesenhadas. É provável que a falcata tenha influenciado a posterior estrutura e forma do gládio, a arma comum das legiões.